# Valeria Alessandrini
Valeria Alessandrini (nascida em 26 de agosto de 1975) é uma política italiana.

## Carreira política
Alessandrini foi eleita em 2020 numa eleição suplementar para suceder a Donatella Tesei.